# كارماجنولا
كارماجنوولا، (بالإنجليزية: Carmagnola)‏، (الإيطالية:karmaɲˈɲɔːla)، هي (بلدية) في مدينة تورينو، في المنطقة الإيطالية بيدمونت، وتقع 29 كيلومترا (18 ميلا) جنوب تورينو. المدينة على الجانب الأيمن من نهر بو. تحدد طبيعة التربة بمرور الوقت كيف تراكمت رمال النهر.

## السكان
في سنة 1861 بلغ عدد السكان 12٬664 نسمة، وتطور العدد ليصل في سنة 2011 لـ 28٬563 نسمة.
يظهر هذا المخطط البياني تطور النمو السكاني لـ كارماجنولا

## توأمة
لكارماجنولا اتفاقيات توأمة مع كل من:
- أوباتيا
- ريو ترسيرو

## أعلام
- ريكاردو فيسوري
- قايدو مارتينا
- قايدو مارشي